# Il mondo che vorrei live 2008
Il mondo che vorrei live 2008 è un DVD di Vasco Rossi contenente registrazioni live tratte dai due concerti tenuti il 19 e il 20 settembre 2008 a Bologna, presso lo Stadio Renato Dall'Ara.
Al maggio del 2009, l'album ha ottenuto 20 dischi di platino. Inoltre, è stato per sessanta settimane nella Top50 dei CD e per dieci settimane al numero 1 della classifica di vendite con il DVD.

## Formazione
- Vasco Rossi - voce
- Clara Moroni - coro
- Alberto Rocchetti - tastiera
- Claudio Golinelli - basso
- Maurizio Solieri - chitarra
- Stef Burns - chitarra
- Matt Laug - batteria
- Frank Nemola - tastiera, tromba
- Andrea Innesto - sax

## Tracce
- 1. Intro + Qui si fa la storia
- 2. Cosa importa a me
- 3. Dimmelo te
- 4. La noia
- 5. Vieni qui
- 6. Non appari mai
- 7. E adesso che tocca a me
- 8. Come stai
- 9. Colpa del whisky
- 10. T'immagini
- 11. Siamo soli
- 12. Interludio
- 13. Gioca con me
- 14. Medley 2008 (Ormai è tardi, Non mi va, Ci credi, Susanna, Sensazioni forti, Deviazioni, Asilo Republic, Colpa d'Alfredo)
- 15. Siamo solo noi
- 16. Sally
- 17. Rewind
- 18. Un senso
- 19. C'è chi dice no
- 20. Gli spari sopra
- 21. Il mondo che vorrei
- 22. Vivere
- 23. Medley acustico (Toffee, Ridere di te, Brava Giulia, Dormi dormi, Va bene va bene così)
- 24. Vita spericolata
- 25. Canzone + Albachiara

Formati disponibili: Blu-Ray e DVD.

## Classifiche
| Classifica (2009) | Posizione massima |
| ----------------- | ----------------- |
| Italia            | 1                 |

### Classifiche di fine anno
| Classifica (2009) | Posizione |
| ----------------- | --------- |
| Italia            | 2         |
| Classifica (2010) | Posizione |
| Italia            | 18        |
| Classifica (2011) | Posizione |
| Italia            | 6         |